# Lutilhous
Lutilhous é uma comuna francesa na região administrativa de Occitânia, no departamento dos Altos Pirenéus. Estende-se por uma área de 3,85 km². Em 2010 a comuna tinha 224 habitantes (densidade: 58,2 hab./km²).